# Bill Willingham
William Willingham (Fort Belvoir, dicembre 1956) è un fumettista, illustratore e scrittore statunitense.
Nel corso della sua carriera ha lavorato prevalentemente alla DC Comics, per la quale ha creato e sceneggiato l'acclamata serie Fables, pubblicata sotto l'etichetta Vertigo Comics. Ha inoltre scritto e occasionalmente disegnato le serie Elementals, Coventry, Proposition player, Il giorno della vendetta, House of Mystery, Shadowpact e Jack of Fables.

## Biografia
Nasce in un ospedale militare Fort Belvoir, in Virginia, dai coniugi Thomas e Hazel Willingham. Durante l'infanzia si trasferisce più volte in diverse basi americane a causa della professione del padre, sergente maggiore dell'esercito, stanziando in Alaska, California e, per tre anni, Germania, prima che la famiglia si stabilisse definitivamente a New York.

## Carriera
Comincia a lavorare per la Tactical Studies Rules nella seconda metà degli anni '70, illustrando manuali e librogame di Dungeons & Dragons. La sua prima pubblicazione in ambito fumettistico è la serie Elementals pubblicata nel 1984 da Comico Comics, da lui interamente scritta e disegnata fino al 1990. 
Nel 1985 disegna per DC Comics alcune storie di Lanterna Verde, ma la maggior parte della sua produzione continua presso editori minori per tutta la durata degli anni '90. Negli anni '2000 comincia a scrivere stabilmente per DC, dando vita alla miniserie Proposition Player, a due miniserie spin-off di Sandman e alla serie Fables, che vince nel 2003 gli Eisner Award come miglior nuova serie e miglior serie regolare.
Successivamente lavora alla serie Robin dal 2004 al 2006 e crea Shadowpact, serie derivata dall'evento Day of Vengeance, scritto dallo stesso Willingham. Scrive poi insieme Lilah Sturges Jack of Fables, spin-off della serie Fables.  
Nel 2007 comincia a sceneggiare Salvation Run, una miniserie ideata da George R. R. Martin in cui i supercriminali vengono banditi su un pianeta carcerario. Tuttavia è costretto a lasciare il ruolo a Lilah Sturges per problemi di salute. Sempre con Sturges, inizia a scrivere dal 2008 la serie Vertigo House of Mystery e Justice Society of America. 
Nel 2009, Willingham accetta di scrivere la testata Angel per IDW Publishing, avviando un nuovo arco narrativo intitolato Immortality for Dummies. 
Alla fine del 2010, scrive la miniserie di quattro numeri Warriors Three per la Marvel Comics, illustrata da Neil Edwards.
Al Comic Con di New York del 2013 viene annunciato che Willingham avrebbe scritto una miniserie in sette parti per Dynamite Entertainment (con i disegni di Sergio Fernandez Davila). La serie è Legenderry: A Steampunk Adventure e include alcuni dei personaggi di Dynamite con licenza e di pubblico dominio in un'ambientazione steampunk.
Con la fine di Fables e Legenderry, Willingham annuncia la volontà di scrivere una nuova serie fantasy, Restoration, ambientata in un mondo in cui la magia è stata occultata agli occhi dei più in seguito a una guerra tra le creature magiche e gli studiosi della scienza. Il fumetto, che avrebbe visto ai disegni Barry Kitson, viene annunciato dallo scrittore nel 2014 per l'editore Image Comics, preferito a Vertigo per la maggiore libertà creativa. Il progetto però viene abbandonato, così Willingham torna a collaborare stabilmente con Dynamite e, occasionalmente, Marvel Comics sul numero 6 della testata Guardians Team-Up, pur lasciando intendere che in futuro potrebbe tornare a lavorare all'universo di Fables. Sempre per Dynamite realizza nel 2016 il crossover The Greatest Adventure, disegnato da Cezar Razek, con protagonisti i personaggi creati dal romanziere Edgar Rice Burroughs, tra cui Tarzan, Korak, John Carter e Dejah Thoris.
Il ritorno su Fables viene annunciato nel 2020, anno in cui lavora alla miniserie Batman vs. Bigby! A Wolf in Gotham, disegnata da Brian Level e Jay Leisten, con protagonisti l'Uomo Pipistrello di Gotham e il personaggio di Luca Wolf. Pubblicata sotto l'etichetta DC Black Label, sostituta di Vertigo, la miniserie si affianca alla prosecuzione della serie classica di Fables con il numero 151, che vede il ritorno dei creatori originali Mark Buckingham, Steve Leialoha, Lee Loughridge e Todd Klein. A causa di alcune controversie con DC Comics sui diritti della serie, nel 2023 Willingham annuncia unilateralmente che, a partire dal 15 settembre dello stesso anno, Fables sarebbe divenuta un'opera di pubblico dominio. Tra i motivi della disputa figurerebbe il mancato riconoscimento allo scrittore delle royalties derivanti dal videogioco The Wolf Among Us, prodotto da Telltale Games e basato proprio sui personaggi di Fables. A tale annuncio è seguita la risposta di DC Comics, la quale si dichiara ancora proprietaria dei diritti di sfruttamento della serie, minacciando azioni legali contro chiunque violasse tali diritti.

## Opere

### DC Comics/Vertigo
- Flinch #7 (Dicembre 1999)
- Proposition Player	#1–6 (Dicembre 1999 - Maggio 2000)
- The Dreaming #55 (December 2000)
- The Sandman Presents: Everything You Always Wanted To Know About Dreams... But Were Afraid To Ask #1 (Luglio 2001)
- The Sandman Presents: The Thessaliad #1–4 (Marzo–Giugno 2002)
- Fables #1–150	(Luglio 2002 – Luglio 2015)
- Batman: Legends of the Dark Knight	#168 (Agosto 2003)
- Robin vol. 2 #121–147 (Febbraio 2004 – Aprile 2006)
- The Sandman Presents: Thessaly: Witch for Hire	#1–4 (Aprile – Luglio 2004)
- Batman Vol. 1	#631–633, #643–644	(Ottobre–Dicembre 2004, Ottobre 2005)
- Day of Vengeance #1–6 (Giugno–Novembre 2005)
- Day of Vengeance: Infinite Crisis Special #1 (Marzo 2006)
- Shadowpact #1–16 (Luglio 2006 – 2007)
- Jack of Fables	#1–50 (Settembre 2006 – Marzo 2011)
- Fables: 1001 Nights of Snowfall (2006)
- DCU Infinite Holiday Special #1 (Febbraio 2007)
- Peter and Max: A Fables Novel (2009)
- Justice Society of America (vol. 3) #29–40	(2009–10)

### Marvel Comics
- X-Men Unlimited #49 (Agosto 2003)
- Warriors Three	#1–4 (Gennaio–Aprile 2011)

### Comico Comics
- Elementals	#1–23	(1984 – Marzo 1988)
- Justice Machine Featuring The Elementals	#1–4	(Maggio–Agosto 1986)
- Elementals Special	#2	(Gennaio 1989)
- Elementals vol. 2	#1–16, 18–22 (Marzo 1989 – Maggio 1991, Giugno 1991 – Marzo 1992)
- Morningstar Special	#1	(1990)
- Elementals: Sex Special	#1	(1991)
- Elementals: Ghost of a Chance	#1	(Dicembre 1995)
- Elementals: The Vampire's Revenge	#2	(Agosto 1996)

### Altri editori
- Justice Machine Annual	#1	(1983,	Texas Comics)
- Ironwood	#1–11	(1991, Fantagraphics, Eros Comix imprint)
- Time Wankers	#4–5	(Aprile–Agosto 1991,	Fantagraphics)
- Coventry	#1–3	(Novembre 1996 – Luglio 1997,	Fantagraphics)
- Mythography	#2, #4	(Febbraio, Giugno 1997,	Bardic Press)
- Pantheon	#1–13	(Maggio 1998 – Agosto/Settembre 1999,	Lone Star Press)
- Pantheon: Ancient History	#1	(Agosto/Settembre 1999,	Lone Star Press)
- Angel: Immortality for Dummies	#28–32	(2010,	IDW Publishing)
- Legenderry: A Steampunk Adventure	#1–7	(2014,	Dynamite Entertainment)
- Lark's Killer	#1–10	(2017-2018,	1First Comics)